# 東堀通
東堀通（ひがしぼりどおり）は、新潟市中央区の市道、またはその沿道の町名。現行行政地名は東堀通1番町から東堀通13番町。住居表示未実施区域。郵便番号は951-8065。

## 概要

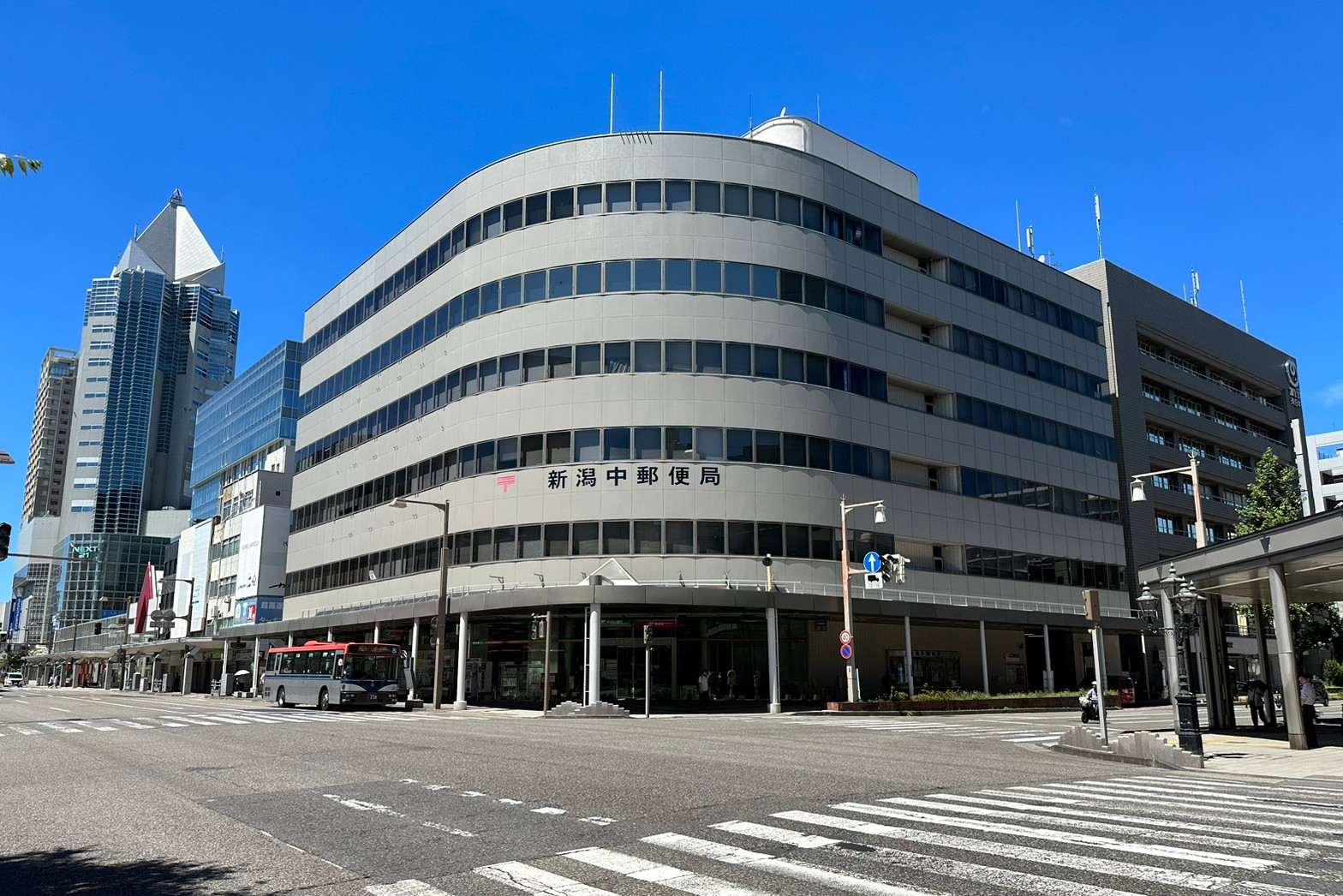
新潟中郵便局

1872年（明治5年）から現在までの町名で、新潟町の町域改編に伴い片原通・古洲崎町の一部から改称。当地域の人口は938人（2011年3月1日現在）。東堀の名は、かつてこの通りにあった東堀（片原堀）に由来する。

### 地理
信濃川河口付近左岸、古町通の東側を並行するように南北へ走る片側2車線の道路である。通りは上手の白山神社側を起点に1番町から13番町まである。沿道の町名は西側が東堀通、東側が東堀前通となる。これはかつて堀の両端の道がこう呼ばれていた名残である。通りに直交する道路は小路（こうじ）と呼ばれる。交差する小路については、外部リンクの通りと小路の一覧、もしくは古町 (新潟市)#交差する小路の項を参照。
古くから通りの西の古町通、東の本町通とともに栄えた新潟の中心地域にあり、第四北越銀行本店、新潟中郵便局などが立地する。沿道に立つ主な施設については、古町 (新潟市)#主な施設を参照。

## 歴史
名の由来にもなった片原堀（片原川とも）は、承応3年（1654年）に新潟町がこの地に移転した際、西の寺町堀（現在の西堀通）とともに整備された。この堀は信濃川に沿うようにやや曲がりながら進むため、自然の川を活かして整備されたという説もある。堀からは信濃川へ注ぐ水路が5本（白山堀、新津屋小路堀、新堀、広小路堀、御菜堀）掘られていた。
堀の西側は早くから店を構える者が多く、中間点（現在の東堀交差点付近）には町会所が置かれた。通りに直交する道路は小路（こうじ）と呼ばれ、表間口が並ぶことはなかった。例外的に上手にある片原通と古町通を結ぶ小路には小揚（堀の船乗り）の小間口が並び、小揚小路と呼ばれていた。明治5年（1872年）10月に片原堀は東堀と改められ、埋め立てられた後に東堀通と名付けられた。東堀通は長らく西堀通に対抗する4車線の一方通行道路であったが、2008年7月24日に片側2車線の対面通行となった。

### 年表
- 1654年（承応3年） : 新潟町が現在地に移転した際に整備される。
- 1872年（明治5年） : 新潟町の町域改編に伴い片原通・古洲崎町の一部から「東堀通」に改称する。
- 1879年（明治12年）4月9日 : 新潟町の区制移行により、新潟区の町丁となる。
- 1889年（明治22年）4月1日 : 新潟区の市制施行により新潟市の町丁となる。
- 2007年（平成19年）4月1日 : 新潟市の政令指定都市移行により、中央区の町丁となる。

## 世帯数と人口
2018年（平成30年）1月31日現在の世帯数と人口は以下の通りである。
| 町丁               | 世帯数  | 人口  |
| ------------------ | ------- | ----- |
| 東堀通1番町        | 85世帯  | 131人 |
| 東堀通2番町        | 22世帯  | 37人  |
| 東堀通3番町        | 50世帯  | 89人  |
| 東堀通4番町        | 42世帯  | 66人  |
| 東堀通5番町        | 29世帯  | 51人  |
| 東堀通8番町・9番町 | 22世帯  | 36人  |
| 東堀通10番町       | 26世帯  | 37人  |
| 東堀通11番町       | 149世帯 | 180人 |
| 東堀通12番町       | 77世帯  | 134人 |
| 東堀通13番町       | 80世帯  | 150人 |
| 計                 | 582世帯 | 911人 |

## 小・中学校の学区
市立小・中学校に通う場合、学区は以下の通りとなる。
| 町丁         | 番地 | 小学校               | 中学校                 |
| ------------ | ---- | -------------------- | ---------------------- |
| 東堀通1番町  | 全域 | 新潟市立白山小学校   | 新潟市立白新中学校     |
| 東堀通2番町  | 全域 | 新潟市立白山小学校   | 新潟市立白新中学校     |
| 東堀通3番町  | 全域 | 新潟市立白山小学校   | 新潟市立白新中学校     |
| 東堀通4番町  | 全域 | 新潟市立白山小学校   | 新潟市立白新中学校     |
| 東堀通5番町  | 全域 | 新潟市立白山小学校   | 新潟市立白新中学校     |
| 東堀通6番町  | 全域 | 新潟市立新潟小学校   | 新潟市立寄居中学校     |
| 東堀通7番町  | 全域 | 新潟市立新潟小学校   | 新潟市立寄居中学校     |
| 東堀通8番町  | 全域 | 新潟市立新潟小学校   | 新潟市立寄居中学校     |
| 東堀通9番町  | 全域 | 新潟市立新潟小学校   | 新潟市立寄居中学校     |
| 東堀通10番町 | 全域 | 新潟市立日和山小学校 | 新潟市立新潟柳都中学校 |
| 東堀通11番町 | 全域 | 新潟市立日和山小学校 | 新潟市立新潟柳都中学校 |
| 東堀通12番町 | 全域 | 新潟市立日和山小学校 | 新潟市立新潟柳都中学校 |
| 東堀通13番町 | 全域 | 新潟市立日和山小学校 | 新潟市立新潟柳都中学校 |